# Possibilisme (géographie)
Pour les articles homonymes, voir Possibilisme.
Le possibilisme, en géographie, désigne une certaine approche des relations entre l'homme et la nature, selon laquelle l'exploitation de l'environnement par les hommes est faite en fonction des techniques et des choix que ceux-ci développent.

## Histoire
C'est l'historien Lucien Febvre qui a créé le terme « possibilisme » pour caractériser l'approche développée par le géographe Vidal de La Blache.
Le possibilisme s'est en premier lieu opposé au déterminisme géographique, qui postule que l'homme est avant tout conditionné par son environnement physique. C'est plus particulièrement la notion de « genres de vie », développée par Vidal, qui marque le passage du déterminisme au possibilisme. Dans le déterminisme de Friedrich Ratzel par exemple, le milieu physique détermine l'histoire et les civilisations. Dans le possibilisme de Vidal de La Blache, un même milieu est susceptible de mises en œuvre diverses selon les techniques de production, lesquelles sont concrétisées par les genres de vie.
Le possibilisme revient à mettre en avant l'influence des facteurs économiques, sociaux, anthropologiques, voire politiques par rapport à l'influence du milieu naturel sur l'organisation de l'espace des sociétés.